# Katona Andrea
Katona Andrea (születési neve: Sajó Andrea) (Budapest, 1967. május 9.) magyar informatikus könyvtáros, 2010 és 2013 között az Országos Széchényi Könyvtár főigazgatója, a Kaposvári Egyetem Pedagógiai Kara Könyvtártudományi Tanszékének főiskolai docense.

## Életútja
1986 és 1990 között az ELTE Tanárképző Főiskolai Karán (ELTE-TFK) magyar–könyvtár szakon tanult. 1998-ban informatikus könyvtárosi végzettséget szerzett a Kossuth Lajos Tudományegyetemen. 2004-ben kapta meg a könyvtártudományi Ph.D-t az ELTE-n.
1985–1986-ban az OSZK Könyvtártudományi és Módszertani Központjában könyvtárosasszisztensként, 1987-től 1993-ig az ELTE Tanárképző Főiskolai Kar könyvtárának tájékoztató és állománygyarapító munkatársaként dolgozott. 1993 és 1998 között a Matáv Távközlési Dokumentációs Központ könyvtárosa és információkutatója, majd egy évig az Origó információmenedzsere volt. 1999-től 2006-ig a Hírközlési Főfelügyelet (a későbbi Nemzeti Hírközlési Hatóság) Nemzetközi Dokumentációs Osztályának vezetőjeként, majd információ- és tudásmenedzsment igazgatóként tevékenykedett. A vezetése alatt álló Információs Központ és Könyvtár 2002-ben elnyerte az Év könyvtára címet. Ugyanebben az évben részt vett az OSZK átvilágítását végző bizottságban, valamint a Kempelen Farkas Hallgatói Információs Központ kialakításának tervezésében. 2006–2007-ben az Eduweb Zrt. távoktatási üzletágvezetője volt. 2008 januárjától az OSZK osztályvezetőjeként dolgozott. 2009 novemberében megnyerte a főigazgatói posztra kiírt pályázatot, 2010. január 1-jétől 2013. szeptember végéig vezette az intézményt.

## Munkássága
Kutatóként a könyvtárak információ- és tudásmenedzsmentben betöltött szerepét, a tudásportálok, a digitalizálás és a 21. századi könyvtárak kialakításának lehetőségeit vizsgálja. Információ- és tudásmenedzsmentet, internettechnológiát, stratégiai menedzsmentet, projektmenedzsmentet, adatbáziskezelést, online marketinget és könyvtári erőforrás-gazdálkodást oktat.
2000-től 2005-ig a Hírközlés-statisztikai évkönyv, 2002 és 2005 között a Hírközlési Értesítő felelős szerkesztője volt. 2001 óta regisztrált könyvtári szakértő, 2008-2013-ig a Könyvtári Akkreditációs Bizottság tagja volt.

## Közúti balesete és büntetőügye
Katona Andrea 2012. december 7-én halálos kimenetelű közúti baleset részese volt. A baleset nyomán Katona ellen széles sajtónyilvánosságot kapott büntetőeljárás indult, amelynek végén, többszöri fellebbezés után, 2017 novemberében a Kúria bűncselekmény hiányában felmentő ítéletet hozott.
Az ügy azzal indult, hogy motoros tolvajok a budapesti Zsigmond téren ellopták Katona Andrea táskáját, miután betörték a piros lámpánál álló autójának ablakát. Katona a tolvajok üldözésére indult, és a Lajos utcában mintegy 500 méteren át követte a 70-80 km/h sebességgel haladó motort. Eközben több közlekedési szabályt megszegett: a megengedett sebességnél gyorsabban hajtott, figyelmen kívül hagyta a tilos jelzést és a záróvonalat átlépve az út bal oldalán hajtott. A Kolosy térhez érve a motor felborult és egy autó alá csúszott. Az egyik tettes halálos sérülést szenvedett, a másik segítségnyújtás nélkül elmenekült a helyszínről. Vitatott kérdés, hogy a motor azért borult-e fel, mert az üldöző autó nekiütközött. Katona autója összeütközött egy másik gépkocsival is, amelynek vezetője könnyebben megsérült. A balesetben több autó megrongálódott és több millió forintos anyagi kár keletkezett.
Az első fokú eljárás során halált okozó közúti veszélyeztetéssel vádolták Katona Andreát (sőt, egy ponton az emberölés vádja is felmerült), de az illetékes II-III. Kerületi Bíróság végül úgy találta, hogy jogos védelmi helyzet állt fent. Emiatt a motoros haláláért nem marasztalták el a vádlottat, viszont a közlekedés többi résztvevőjének veszélyeztetése és a keletkezett anyagi kár miatt bűnösnek találták Katonát közúti veszélyeztetésben és rongálásban. A bíróság egy év szabadságvesztést szabott ki, de a büntetést két évre felfüggesztette.
Katona fellebbezett, de a másodfokon eljáró Fővárosi Törvényszék az elsőfokon elvetett halált okozó közúti veszélyeztetés vádjában is bűnösnek találta őt, és a büntetését két év szabadságvesztésre fokozta, bár a végrehajtást továbbra is két évre felfüggesztette. Végül azonban az ügyet felülvizsgálta a Kúria, és jogos védelmi helyzetnek minősítette az esetet, Katona Andreát pedig bűncselekmény hiányában felmentette.

## Közéleti szereplése
2015 nyarán Magyar Györggyel együtt megalakították a KARD (Kerekasztal a Részvételi Demokráciáért) Egyesületet, amelynek 2016 végéig ügyvezető alelnöke volt.
2017 tavasza óta a Változást Akaró Szavazók Pártja elnöke.
A 2021-es magyarországi ellenzéki előválasztáson a szentendrei központú Pest megyei 3. sz. országgyűlési egyéni választókerületben indult független jelöltként, a Civil Bázis támogatásával.

## Fontosabb közéleti beszédei
- Egy katonás beszéd (2016. január 24. Kossuth tér)

## Főbb művei
- Elektronikus folyóiratok az Interneten. Tudományos és Műszaki Tájékoztatás, 1999. 7. sz. 275–280. o.
- Az Orosz Állami Könyvtár a digitalizáció útján. A TACIS és az OREL program. Könyvtári Figyelő, 2001. 3. sz. 511–524. o.
- Hogyan indítsunk elektronikus folyóiratot? Archiválva 2007. július 13-i dátummal a Wayback Machine-ben Tudományos és Műszaki Tájékoztatás, 2001. 12. sz. 471–476. o.
- Bemutatkozik a Hírközlési Felügyelet Információs Központ és Könyvtára – avagy könyvtár a XXI. században. Könyvtári Levelező/lap, 2003. 1. sz. 31–36. o.
- Hogyan váljunk vállalati könyvtárból információ- és tudásközponttá? Információ- és tudásmenedzsment elemek integrálása a könyvtári munkába. Tudományos és Műszaki Tájékoztatás, 2003. 12. sz. 491–506. o.